# Dynabook
Dynabook — концепция устройства для обучения. Создана Аланом Кеем в 1968 году, за два года до основания Xerox PARC. Кей хотел сделать «персональный компьютер для детей всех возрастов». Идея привела к разработке прототипа Xerox Alto, который изначально назывался «предварительным вариантом Dynabook». В начале 1972 года в нём воплотились все элементы графического интерфейса пользователя. Программной составляющей этого исследования был язык программирования Smalltalk, обретший свою собственную жизнь, независимую от концепции Dynabook.

## История
Концепция Dynabook описывала то, что сейчас известно как ноутбук (лэптоп), или (в некоторых других воплощениях) планшетный ПК, или компьютер с поверхностью для письма с почти вечным зарядом батарей и программным обеспечением, помогающим давать детям доступ к цифровым носителям знаний. Взрослые также могли бы пользоваться Dynabook, но целевой аудиторией были именно дети.
Кей хотел, чтобы концепция Dynabook воплотила обучающие теории, предложенные Джеромом Брюнером и Сеймуром Папертом, занимавшимся исследованиями с эволюционным психологом Жаном Пиаже и изобретшим к тому времени язык программирования Лого. Аппаратное обеспечение, на котором работало программное окружение, было относительно неподходящим.
С конца 90-х годов Кей работает над программной системой Squeak, основанном на Smalltalk окружении с открытым исходным кодом, которое может рассматриваться как логическое продолжение концепции Dynabook.
Алан Кей активно участвует в проекте «One Laptop Per Child», в котором используются Smalltalk, Squeak и идея компьютера для обучения в целом.
Хотя в настоящее время аппаратное обеспечение требуемое для Dynabook широко доступно, Алан Кей продолжает считать, что Dynabook ещё не создан, потому что отсутствуют ключевое программное обеспечение и образовательные учебные курсы.

## Попытки реализации концепции

### Toshiba

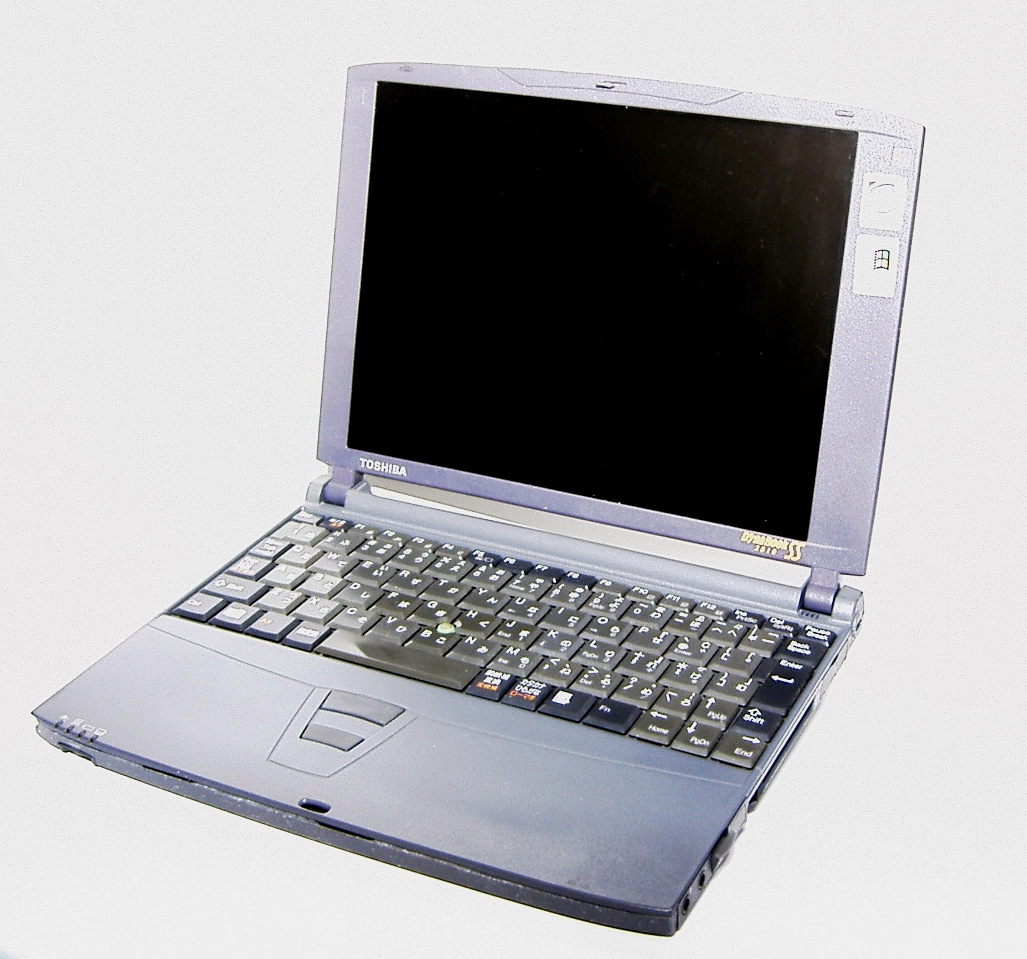
Dynabook Toshiba SS-3010

В 1989 году компания Toshiba впервые выпустила ноутбук под торговой маркой Dynabook, в 1994 году была выпущена серия субноутбуков под маркой Dynabook SS, а в 2014 году появился ноутбук-трансформер Dynabook KIRA L93 со съёмной клавиатурой.
Компания Toshiba является владельцем торговой марки Dynabook.

### Microsoft Tablet PC
Когда Microsoft в 2002 году представила свой планшетный ПК, Алан Кей сказал, что «Microsoft’s Tablet PC — первый Dynabook-подобный компьютер, достаточно хороший для критики», характеристика, которую ранее он дал компьютеру Apple Macintosh.

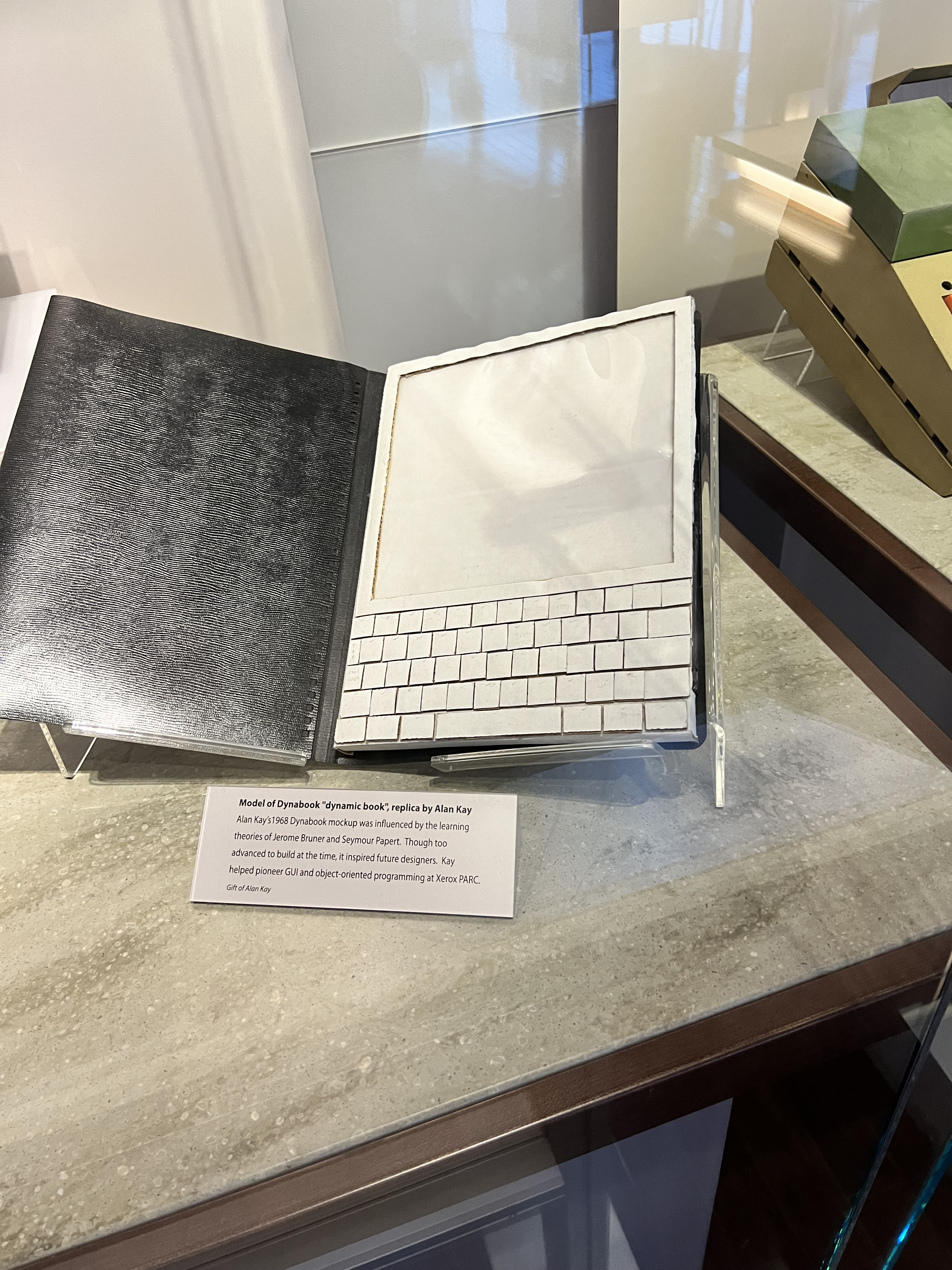
Макет Dynabook. Реплика от Alan Kay. Музей Computer History Museum, Калифорния

### Apple iPhone и iPad
В 2007 году, после презентации компанией Apple своего iPhone, Алан Кей сказал: «Когда вышел Macintosh, в Newsweek спросили, что я о нем думаю. Я сказал: это первый персональный компьютер, достойный критики. После презентации Стив Джобс подошел и спросил, достоин ли iPhone критики? И я ответил: сделайте его размером пять на восемь дюймов и вы завоюете мир».

При ширине в пять и длине в восемь дюймов диагональ планшета равняется 9,4 дюйма. Диагональ представленного 27 января 2010 года интернет-планшета от Apple iPad — 9,7 дюйма — то есть Стив Джобс почти буквально следовал совету Алана Кея.